# Biuro Spraw Wewnętrznych Policji
Biuro Spraw Wewnętrznych Policji (BSWP) – jednostka organizacyjna Policji służby spraw wewnętrznych zajmująca się m.in. zapobieganiem przestępstwom popełnianym przez policjantów i pracowników Policji, niektórym przestępstwom popełnianym na szkodę Policji, ich wykrywaniem oraz ściganiem ich sprawców.
Misją BSWP jest eliminowanie i ograniczanie korupcji w Policji, oczyszczanie policjantów z pomówień i doskonalenie systemu antykorupcyjnego w formacji, a także działalność na rzecz utrzymywania wiarygodności Policji, która doskonali i rozwija systemowe rozwiązania zapobiegające patologii w służbie.

## Podstawa działania
- Ustawa z dnia 6 kwietnia 1990 roku (Dz.U. z 2023 r. poz. 171)

## Zadania
Do głównych zadań BSW należy:
- podejmowanie czynności dochodzeniowo-śledczych i operacyjno-rozpoznawczych, w tym prowadzenie operacji specjalnych
- koordynowanie działań operacyjnych prowadzonych w sprawach policjantów i pracowników Policji,
- gromadzenie, przetwarzanie i analizowanie informacji o przestępczości wśród policjantów i pracowników Policji oraz przestępstwach popełnianych na szkodę Policji,
- podejmowanie przedsięwzięć zapobiegających przestępczości w Policji, a także przestępczości na jej szkodę[2]

## Struktura
- Wydział w Białymstoku
- Wydział w Bydgoszczy
- Wydział w Gdańsku
- Wydział w Gorzowie Wielkopolskim
- Wydział w Katowicach
- Wydział w Kielcach
- Wydział w Krakowie
- Wydział w Lublinie
- Wydział w Łodzi
- Wydział w Olsztynie
- Wydział w Opolu
- Wydział w Poznaniu
- Wydział w Radomiu
- Wydział w Rzeszowie
- Wydział w Szczecinie
- Wydział I w Warszawie
- Wydział II w Warszawie
- Wydział we Wrocławiu
- Wydział Analiz i Nadzoru
- Wydział Bezpieczeństwa informacji i Kontroli
- Wydział Ogólny
- Wydział Wsparcia Operacyjnego
- Zespół Prawny
- Jednoosobowe Stanowisko ds. Bezpieczeństwa i Higieny Służby i Pracy

## Kierownictwo
Na czele BSWP stoi Komendant podległy Komendantowi Głównemu Policji. Ze względu na szczególną rolę jaką Biuro odgrywa w strukturach Policji, Komendant i jego zastępcy są powoływani decyzją ministra właściwego do spraw wewnętrznych podejmowaną bez udziału KGP. Komendant informacje o działalności Biura przedstawia Komendantowi Głównemu oraz ministrowi, przy czym minister może podjąć decyzję o przekazaniu określonych informacji z pominięciem Komendanta Głównego.

## Wymagania
Dobór kadr na stanowiska służbowe w Biurze odbywa się według zasad określonych w przepisach wewnętrznych dotyczących naboru kandydatów do służby w Biurze Spraw Wewnętrznych Policji.
Zgodnie z art. 35a ustawy o Policji kandydaci do służby w BSWP są poddawani badaniom psychologicznym i psychofizjologicznym, muszą dysponować dużym doświadczeniem zawodowym oraz spełniać wymagania określone w rozporządzeniu Ministra Spraw Wewnętrznych i Administracji z dnia 19 czerwca 2007 r. w sprawie wymagań w zakresie wykształcenia i kwalifikacji zawodowych i stażu służby, jakim powinni odpowiadać policjanci na stanowiskach komendantów Policji i innych stanowiskach służbowych oraz warunków ich mianowania na wyższe stanowiska służbowe.
Generalne zasady to:
- co najmniej kilkuletni staż służby
- doświadczenie w pracy operacyjnej lub dochodzeniowej
- nienaganna opinia służbowa
- na stanowiskach merytorycznych preferowane jest wyższe wykształcenie
- predyspozycje intelektualne i psychiczne, potwierdzane badaniem psychologicznym i psychofizjologicznym
- pogłębiony wywiad o policjancie i jego środowisku
- rozmowy kwalifikacyjne[2]